# ماسوئکس د بالدخیناته
ماسوئکس د بالدخیناته (به اسپانیایی: Mazuecos de Valdeginate) یک شهرستان در اسپانیا است که در استان پالنسیا واقع شده‌است.

## خصوصیات
ماسوئکس د بالدخیناته ۱۸ کیلومترمربع مساحت و ۱۲۱ نفر جمعیت دارد.